# Chattomique
Chattomique (The Snuke en VO) est le quatrième épisode de la onzième saison de la série animée South Park, ainsi que le 157e épisode de l'émission.
Le titre est un jeu de mots entre « Chatte » et « Atomique » . Eric Cartman assure le rôle principal de cet épisode, épaulé par Kyle Broflovski.

## Résumé
South Park accueille un nouvel élève musulman qui s'attire tout de suite la méfiance de Cartman. Aidé par Kyle, il va mener une enquête, et rapidement, en arriver à la conclusion qu'on va attaquer les États-Unis. Les soupçons grandissent quand Cartman apprend qu'Hillary Clinton vient donner un meeting.
En fait, Hillary ne serait pas la cible de l'attaque mais l'attaque elle-même : elle transporterait en elle une bombe « chattomique », un obus nucléaire directement inséré dans son vagin. Personne ne se doute que les commanditaires sont les Russes. Cartman se concentre sur la piste musulmane, alors que Kyle, enquêtant sur l'affaire, finit de fil en aiguille par découvrir que les Russes ont en réalité été engagés par les Britanniques pour faire diversion…